# Тип леса
Тип леса — участок леса или их совокупность, характеризующиеся общим типом лесорастительных условий, одинаковым составом древесных пород, количеством ярусов, аналогичной фауной, требующие одних и тех же лесохозяйственных мероприятий при равных экономических условиях (определение В. Н. Сукачёва). Коренные типы леса развиваются в природе без влияния человека или природных катастроф. Производные типы леса сменяют коренные в результате воздействия этих факторов. Коренной и одноимённые производные типы образуют серию типов леса.
На практике понятие типа леса часто подменяется понятием типа лесорастительный условий (типа условий местопроизрастания), то есть совокупности однородных лесорастительных условий на покрытых и не покрытых лесом участках. Очевидно, что тип лесорастительных условий — понятие более широкое, нежели тип леса. Типы лесорастительных условий устанавливаются по растениям-индикаторам эдафических условий (школа В. Н. Сукачёва) или по показателям богатства и влажности почвы.

## Сравнение понятий «тип леса» и «растительная ассоциация»
Понятие типа леса является более широким по сравнению с принятым у ботаников понятием растительной ассоциации. К одному типу леса могут быть отнесены участки, различающиеся по видовому составу растений; необходимым является лишь сходство их экологических требований. В пределах типа леса различаться могут даже древесные виды-эдификаторы (например, один тип могут формировать ель европейская и сибирская).

## Ранние этапы развития классификации типов леса

### Первые опыты классификации типов леса
Идея о связи леса и условий его произрастания отмечалась крестьянами ещё до развития научного лесоводства. В первых лесоводственных работах широко использовалась местная народная терминология:

Необходимо умение сразу смотреть и на лес, и на занятую им среду; такое обобщение давно уже живёт в вековой мудрости народа, крылатыми словами отметившего совокупность и территории, и его лесного населения, степень их соответствия друг другу в таких терминах, как рамень, сурамень, суборь, согра и т. д. <…> Дело науки точнее проанализировать и выделить ту совокупность условий, которую создаёт рамень, сурамень, суборь <…>.
— Г.Ф. Морозов, 1917
Эта традиция в значительной степени сохранилась и в позднейших классификациях.
Лесоводами идея о выделении типов леса высказывалась ещё в первой половине XIX века. До конца XIX века, однако, леса классифицировались на основе признаков самого древостоя (состав, возрастная структура, происхождение и т. д.).
С развитием лесного хозяйства появилась потребность учитывать в классификации леса и факторы лесообразования. Первый опыт такого рода был сделан И. И. Гуторовичем. Целью его работы была оценка качества древесины в лесах севера Европейской части России. Несколько позже были созданы классификации П. П. Серебренникова, Д. М. Кравчинского, также имевшие в первую очередь хозяйственное значение, связанное с необходимостью выделения участков с разным качеством древесины.
Другая хозяйственная задача, связанная с лесной типологией — выбор наиболее удачного способа возобновления — решалась в этот период А. А. Битрихом и Г. Ф. Морозовым. Работы последнего имели основополагающее значение для дальнейшего развития лесной типологии.
Из других исследователей, стоявших у истоков лесной типологии, нельзя не назвать В. Н. Сукачёва, А. А. Крюденера, А. Каяндера.

### Взгляды Г. Ф. Морозова
Одним из важнейших факторов лесообразовательного процесса Г. Ф. Морозов считал почвенно-грунтовые условия:

<…> условия какой-либо определённой территории также могут быть расчленены на типы условий местопроизрастаний. Выделу насаждений может соответствовать процесс выделения типов условий местопроизрастаний как частей земной поверхности, однородных в самих себе <…>. Положение над уровнем моря или реки, экспозиция, крутизна склона, характер поверхности, состав грунта <…> могут создавать и создают места, в лесобиологическом отношении не однородные.
— Г.Ф. Морозов, 1917
Критерии выделения типов леса остаются у него хозяйственными, но он уже считал возможным выделение типов леса без учёта хозяйственных целей. Состав леса и другие таксационные признаки он не считал критерием для выделения типов леса, однако, отмечал связь типов леса и таксационных признаков друг с другом.
Г. Ф. Морозовым была создана иерархическая система классификации лесов. Крупнейшей единицей были климатические зоны. Зоны делились районы, выделенные с учётом геологических особенностей. В пределах районов выделялись типы лесных массивов, приуроченные к рельефу. Элементарной единицей служили типы насаждений, зависевшие от почвы.
На базе, заложенной работами Г. Ф. Морозова, в СССР и, впоследствии, в России получили развитие две упомянутых выше школы лесной типологии.

## Современные принципы классификации типов леса в России и бывшем СССР

### Классификация типов леса по напочвенному покрову
Согласно принципам классификации В. Н. Сукачёва, для каждой формации (сосновая, еловая и т. д.) строится эдафо-фитоцентоическая схема. Группы типов леса приурочиваются к фитоценотическим условиям. Каждая группа слагается из типов леса. Один из них является наиболее характерным, другие изменяются в направлении сближения с соседней группой. Результатом являются эдафо-фитоценотические ряды, классическим примером которых является «крест Сукачёва»:

Эдафо-фитоценотические ряды В. Н. Сукачёва для ельников. Ряд А — возрастание сухости и бедности почвы, ряд B — увеличение застойного увлажнения почвы, ряд C — возрастание богатства почвы при нормальном увлажнении, ряд D — возрастание проточного увлажнения, ряд E — ухудшение аэрации почв с проточным увлажнением.

Наименование типа леса в классификации В. Н. Сукачёва и аналогичных даётся по преобладающей древесной породе и другому характерному признаку, как правило — по преобладающему растению в кустарниковом, травяном или мохово-лишайниковом ярусе. Сам Сукачёв считал необходимым использование в качестве основы лесной типологии почвенной классификации, а использование характеристики по доминирующим растениям полагал её косвенным аналогом.

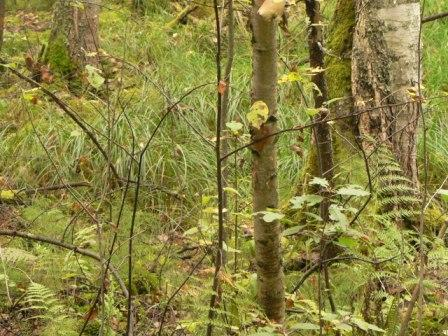
Березняк травяно-болотный. Юг Томской области.

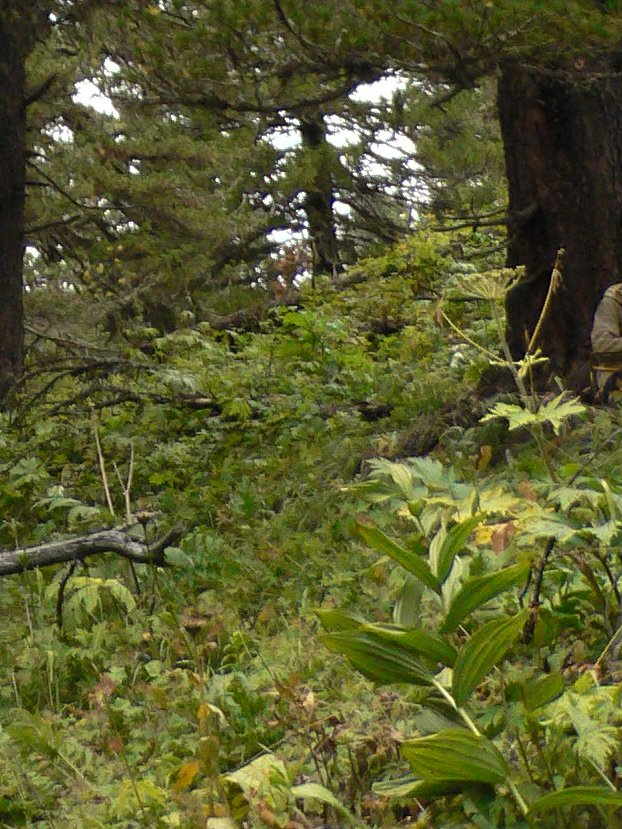
Кедровник крупнотравный. Северо-Восточный Алтай (Алтайский заповедник).

Тип леса, согласно В. Н. Сукачёву, приурочен к определённой климатической области. Лесотипологическая классификация, соответственно, имеет зональный характер.
Классификация типов леса по напочвенному покрову широко применяется в зоне тайги, хвойно-широколиственных лесов, а также в условиях других зон, если антропогенное влияние относительно мало сказывается на кустарниках, травах или мохово-лишайниковом покрове.

#### Критика классификации типов леса по напочвенному покрову
В упрёк В. Н. Сукачёву ставилось недостаточно полное и точное раскрытие взаимодействия ведущих факторов в выделении типов леса:

О том, что экологические ряды <…> не перешли в пределах «обобщённой системы» [то есть схемы типов леса Сукачёва] в нечто более широкое и глубокое, свидетельствуют следующие особенности «системы». Во-первых, само взаиморасположение рядов хотя и строится на противопоставлениях, но эти противопоставления не имеют элементарного основания. Ряд А нарастающей сухости почв <…> противопоставлен ряду нарастающего «проточного увлажнения» <…>. Ряд В нарастающего «застойного увлажнения» <…> противопоставлен ряду С нарастающего богатства почвы <…>. Нет необходимости доказывать, что эти противопоставления случайны [курсив автора]. Гораздо больше оснований было бы поступить так, как это сделали лесоводы в своей эдафической классификации, исходя из противопоставлений: 1) качественных — пищи растений и влаги и 2) количественных — максимумов и минимумов пищи растений и влаги.— П. С. Погребняк, 1955, с. 217

Невозможно представить себе выход из линий креста в сторону заключённых между ними секторов на основе «координат», если воображаемые оси X и Y имеют столь пёстрое содержание: ось Х содержит в себе и меняющееся увлажнение и меняющееся плодородие почв, а ось Y — меняющиеся увлажнение, аэрацию и плодородие почвы, причём всё это с весьма неопределённым «преобладанием» [курсив автора] то одного, то другого фактора.— Там же, с. 218

#### Пример классификации типов леса по напочвенному покрову
Для кедровых лесов подтаёжной части Западной Сибири.
| Группа типов     | Тип                    | Распространённость, % |
| ---------------- | ---------------------- | --------------------- |
| Мшистая          | Зеленомошный           | 17                    |
| Мшистая          | Мшисто-ягодниковый     | 9                     |
| Разнотравная     | Низкотравный           | 9                     |
| Широкотравная    | Широкотравный          | 4                     |
| Травяно-болотная | Травяно-болотный       | 26                    |
| Травяно-болотная | Осоково-травяной       | 3                     |
| Травяно-болотная | Осоковый               | 3                     |
| Сфагновая        | Осоково-сфагновый      | 12                    |
| Сфагновая        | Багульниково-сфагновый | 4                     |
| Сфагновая        | Сфагновый              | 13                    |

#### Пример описания типа леса по напочвенному покрову
Широкотравные кедровники встречаются на наиболее высоких плато в северной части зоны подтайги Западной Сибири.
Почвы богатые, суглинистые, хорошо дренированные.
Припоселковые кедровники чистые по составу, для таёжных характерна примесь пихты, иногда второй пихтовый ярус.
Сомкнутость крон 0,4—0,6 (от 0,3 до 0,8).
Травяной покров очень разнообразен, наиболее типичны сныть обыкновенная (Aegopodium podagraria), борец высокий (Aconitum excelsum), какалия копьевидная (Cacalia hastata), кислица обыкновенная (Oxalis acetosella), володушка золотистая (Bupleurum aureum), осока шаровидная (Carex globularis), Голокучник обыкновенный (Gymnocarpium dryopteris), вейник лесной (Calamagrostis arundinaceae), ирис русский (Iris ruhtenica), линнея северная (Linnaea borealis), подмаренник северный (Galium boreale), орляк обыкновенный (Pteridium aquilinum), купена лекарственная (Polygonatum officinale).

### Классификация типов леса по почвенным условиям
Традиция использования почвенных условий в лесной типологии начинается с А. А. Крюденера. Диагностировать типы леса он предлагал по влажности и механическому составу почвы, а также аэрации, виду гумуса, периодичности увлажнения. Поскольку древостой в наименовании типов леса не учитывается, то классификация Крюденера составлена, по сути, для типов лесорастительных условий; эта особенность сохранилась и в работах его последователей.
Позже классификация А. А. Крюденера модифицировалась как в сторону упрощения (Е. В. Алексеев и П. С. Погребняк), так и в сторону усложнения (Д. В. Воробьёв). Классификации, разработанные на основе почвенных условий, могли как характеризовать разнообразие типов леса одного физико-географического района, так и быть интразональными.
В настоящее время из классификаций этого типа наибольшее распространение получила классификация П. С. Погребняка (так называемая «сетка Погребняка»; здесь дана по: Булыгин, Ярмишко [2003] и Сеннов [2008]). В качестве классификационных признаков он указывал влажность почвы и её плодородие (от наиболее бедных участков, называемых борами, до наиболее богатых дубрав):
|                            | Боры | Субори | Судубравы | Дубравы |
| -------------------------- | ---- | ------ | --------- | ------- |
| Ксерофильные (очень сухие) | A0   | B0     | C0        | D0      |
| Мезоксерофильные (сухие)   | A1   | B1     | C1        | D1      |
| Мезофильные (свежие)       | A2   | B2     | C2        | D2      |
| Мезогигрофильные (влажные) | A3   | B3     | C3        | D3      |
| Гигрофильные (сырые)       | A4   | B4     | C4        | D4      |
| Ультрагигрофльные (болота) | A5   | B5     | C5        | D5      |

Свою классификацию П. С. Погребняк считал интразональной.
Классификация типов леса по почвенным условиям наиболее распространена в лесостепной и степной зонах, где напочвенный покров под антропогенным влиянием зачастую сильно изменён, что резко снижает его ценность в качестве диагностического признака.

#### Критика классификации типов леса по почвенным условиям
Область применения классификаций, основанных почвенных условиях, сужается из-за невозможности объективной оценки плодородия почвы. Кроме того, попытки распространить их на все климатические зоны приводит к тому, что к одному типу оказываются отнесёнными леса, различающиеся между собой очень сильно:

В «сложные субори», или «сугрудки», или «сурамени» включаются в лесах северной тайги ель и сосна, в северо-восточной части — ель, пихта, сосна и лиственница. Сюда же входят сосново-елово-дубовые и елово-широколиственные древостои более южных широт. Затем сюда попадают «климатические формы» — сосново-дубово-грабовые на западе, безграбовые сосново-дубово-кленовые на востоке и сосново-еловые леса в Полесье. К этой же категории относятся буковые и каштановые древостои. Наконец, сугрудки включают такие климатические варианты, как крымскую сосну в Крыму и сосну пицундскую в Закавказье.
— М. Е. Ткаченко, 1955

#### Пример классификации типов леса по почвенным условиям
В ленточных борах Алтайского края из-за значительных и неоднократных нарушений естественной лесной среды напочвенный покров изменён весьма значительно. Поэтому для выделения типов леса там использовались различные варианты классификации по почвенным условиям (реально — по рельефу, так как свойства всех элементов биогеоценозов ленточных боров, включая почву, определяются близостью грунтовых вод, в сильной степени зависящей от мезорельефа).
Согласно лесоустройству 1950-х гг., в ленточных борах преобладают следующие типы:
• сухой бор высоких бугров (А0, 15 % от общей площади);
• сухой бор пологих всхолмлений (А1, 50 %);
• западинный бор (А2, 25 %).
Остальное приходится на долю травяного бора (А3, 9 %) и березняков по понижениям и болотам (А4-5, 1 %). Доля сухих типов уменьшается, а свежих возрастает по мере продвижения на северо-запад.

#### Пример описания типа леса по почвенным условиям
Сухой бор высоких бугров А0 встречается на вершинах и верхних частях склонов дюн, приподнятых над западинами на 7 м и более. Глубина залегания грунтовых вод (10—15 м) превышает возможности растений по её извлечению.
Почвы сухие, рыхлые, слабогумусированные и малоплодородные, с признаками оподзоливания.
Древостой одноярусный, чистый, размещение куртинное. Полнота 0,2—0,4. Корневая система простирается на 10—15 м от ствола.
Подрост очень редкий, сосредоточен в конусе полуденной тени (10—14 часов) крупных деревьев.
В травяном покрове преобладают типчаково-тонконоговая и злаково-осоковая ассоциации. Проективное покрытие 20—30 %.

## Динамические аспекты типологии лесов
Более или менее признанным является тот факт, что тип леса не представляет собой абсолютно стабильной классификационной единицы. Со временем под действием разнонаправленных сил тип леса может изменяться. Глубже всего этот вопрос проработан Б. П. Колесниковым и И. С. Мелеховым.
Согласно Б. П. Колесникову, развивавшему идеи Б. А. Ивашкевича, в течение жизни одного поколения лесообразующей породы на одном и том же участке сменяется ряд типов насаждений. Типы насаждений, последовательно сменяющие друг друга во времени, и образуют тип леса:

Объём понятия тип леса здесь больше, чем у В. Н. Сукачёва. Тип леса характеризуется условиями произрастания и особенностями развития.
— С. Н. Сеннов, 2008
В отличие от  Б. П. Колесникова, И. С. Мелехов не полагает ход развития леса на одном и том же участке жёстко детерминированным. По его мнению, на одном и том же участке может сформироваться ряд типов леса, что зависит от множества внешних факторов, в том числе антропогенных.
Основным препятствием для изучения динамики типов леса является отсутствие длительных рядов наблюдений.

#### Пример смены типов леса на одном участке
Кедровые леса на границе южной и средней тайги Западно-Сибирской равнины формируются, как правило, под пологом лиственных насаждений. Когда кедровая сосна становится господствующей породой (около 140—180 лет), по напочвенному покрову лес обычно можно отнести к зеленомошной группе типов. Дальнейшее развитие протекает под влиянием усиливающегося из-за особенностей породы застойного увлажнения. По достижении древостоем кедра первого поколения возраста 280—300 лет лес, как правило, относится уже к сфагновой группе типов.

## Лесная типология за рубежом
На методы классифицирования лесов в зарубежных странах оказали существенное влияние идеи Г. Ф. Морозова и В. Н. Сукачёва.
В основе лесной типологии зарубежных стран могут находиться как типы леса, так и типы лесорастительных условий. Первое более типично для многолесных стран, в которых сохранилось относительно много лесов естественного происхождения (классификация Каяндера в Финляндии). Классификация по типам лесорастительных условий более характерна для стран с преобладанием искусственно созданных насаждений и высокой интенсивностью лесного хозяйства (Польша, Венгрия, Румыния). Возможно и сочетание этих принципов (Англия).
Разнообразие конкретных методик классификации и периодическая их смена не способствуют полноценному учёту географического районирования. Однако, в ряде стран (Франция, Германия, США) географические особенности учитываются при выделении типов леса.
В некоторых странах (Австралия, Австрия) во внимание принимается история развития древостоев.
Свои особенности имеет классификация горных лесов. Обычно при выделении типов во внимание высотная поясность, экспозиция склона, направление господствующих ветров. Кроме того, в некоторых странах могут использоваться и дополнительные признаки (глубина снежного покрова, индекс холода, средний прирост древостоя и т. д.).

## Практическое значение лесной типологии
Наиболее очевидная хозяйственная функция лесной типологии — оценка количества и качества древесных ресурсов. Известно, что с типом леса связан бонитет, который является оценкой продуктивности древостоя. Кроме продуктивности, выражаемой в объёме древесины, получаемой с единицы площади, тип леса характеризует также сортиментный состав и качество древесины. Столь же очевидно влияние леса и на продукты побочного пользования.
Тип леса (тип лесорастительных условий) необходимо учитывать и при планировании лесохозяйственных мероприятий: планировании рубок, выборе способа очистки лесосек, проектировании содействия естественному возобновлению или лесокультурных работ и т. д.
С типом леса связана устойчивость его к различным неблагоприятным воздействиям: болезням, вредителям, пожарам, ветровалу и другим. Соответственно, при планировании лесозащитных работ и работ по охране леса от пожаров необходимо учитывать тип леса.